# Hitman (filme)
Hitman (prt: Hitman - Agente 47; bra: Hitman - Assassino 47) é um filme franco-americano de ação e suspense de 2007, dirigido por Xavier Gens e com roteiro de Skip Woods. Produzido por Luc Besson, é baseado na série de videogames de mesmo nome. O filme é estrelado por Timothy Olyphant como o Agente 47, um assassino profissional criado pela Organização para ser um assassino. Ele se envolve em uma conspiração política e passa a ser perseguido pela Interpol e pelo FSB. Dougray Scott e Olga Kurylenko estrelam em papéis coadjuvantes.
O filme recebeu críticas majoritariamente negativas da mídia especializada, que criticou seu enredo complexo, mas elogiaram a atuação de Olyphant. Apesar disso, o filme foi um sucesso de bilheteria, arrecadando US$ 101,3 milhões contra um orçamento de US$ 24 milhões. Uma sequência foi cancelada durante a produção, mas foi seguida pelo reboot Hitman: Agente 47; estrelado por Rupert Friend como o Agente 47 e escrito novamente por Skip Woods, sendo lançado em 21 de agosto de 2015.

## Sinopse
O filme é baseado na série de jogos que conta a história do Agente 47, criado para ser um assassino exímio. A sua arma mais poderosa é a ousadia, assim como o brilho que tem na execução do seu trabalho. Ele é encarregado de assassinar o Presidente russo. Porém, alguém conspira contra ele e passa a ser perseguido pela Interpol e por militares russos, então, este tenta descobrir quem conspirou contra si. Mas ao mesmo tempo tem de aprender como lidar com emoções desconhecidas, como amizade, e o amor, que a prostituta Nika desperta nele.

## Elenco
- Timothy Olyphant - Agente 47
- Dougray Scott - Mike Whittier
- Olga Kurylenko - Nika Boronina
- Robert Knepper - Yuri Marklov
- Ulrich Thomsen - Mikhail Belicoff
- Henry Ian Cusick - Udre Belicoff
- James Faulkner - Smith Jamison

## Recepção
No site agregador de críticas Rotten Tomatoes, 14% das 102 avaliações dos críticos são positivas. O consenso diz: "Hitman oferece uma combinação infeliz de violência excessiva, enredo incoerente e diálogo inane".